# 長山直郷
長山 直郷（ながやま なおさと）は、江戸時代後期の日本の武士（幕臣）、旗本。通称は銕之助、百助。

## 略歴
江戸に生まれる。父は旗本・長山直幡、母は永嶋次郎太郎墨林の娘。
宝暦8年（1758年）3月18日、部屋住の時に徳川家重に御目見し、御太刀馬代を献上する。
安永6年（1777年）4月14日、小普請組戸川山城守支配となった。同年6月26日、御番入りになることについて松平右近将監より命じられ、御書院番曾我若狭守組となった。同年9月1日、駿府在番に際して銀10枚を拝領した。天明4年（1784年）10月20日、大嶋肥前守組となり、同5年9月1日に駿府御破損奉行を務め、同所御城内の総御修復臨時御用を務めた。
寛政2年（1790年）4月2日、渋谷隠岐守組となった。同年7月19日、病身のため願いの通り御番御免となり小普請入りし、金田近江守支配となった。八木十三郎支配のとき同4年（1792年）4月7日、隠居願いを出した。